# Rávdojávri (sjö i Norge och Finland)
Rávdojávri eller Rautujärvi är en sjö i Norge och Finland. Rávdojávri ligger 435,1 meter över havet. Omgivningarna runt Rávdojávri är i huvudsak ett öppet busklandskap.